# روبوت إسطواني
الروبوت الإسطواني هو أحد أنواع الروبوتات الصناعية حيث تصنع فيه الذراع شكل إسطوانة في الفراغ. ويتكون هذا الروبوت من مفصلين يتحركان حركة خطية ومفصل ثالث يتحرك حركة دورانية. هذا الروبوت سهل من حيث التصميم الميكانيكي، كما يعطي مساحة أكبر مقارنة بالروبوت الديكارتي. ويكون لهذه الذراع قدرة أكبر على التعامل والحركة بسبب وجود وصلة دورانية ضمنه . ويمكن جعل الحركة الخطية على المحور y أن تكون بواسطة مكبس هيدروليكي من أجل عمليات الرفع الثقيلة.
.